# Eleições presidenciais portuguesas de 2026
As eleições presidenciais portuguesas de 2026, também designadas por eleições para o Presidente da República, deverão ter lugar em Portugal a 25 de janeiro de 2026, para eleger um novo chefe de Estado para os cinco anos seguintes. Estas eleições poderão ter uma possível segunda volta a 15 de fevereiro de 2026.
Nestas eleições será escolhido o Presidente da República que irá suceder ao atual presidente Marcelo Rebelo de Sousa, que cumpre o seu segundo mandato no período 2021–2026, estando constitucionalmente impedido de concorrer a um terceiro mandato consecutivo.

## História
Marcelo Rebelo de Sousa foi reeleito em 24 de janeiro de 2021 com quase 61% dos votos na primeira volta. Tomou posse a 9 de março de 2021, e prosseguiu o período de coabitação com o primeiro-ministro do Partido Socialista (PS) António Costa, que se prolongou até novembro de 2023, com a demissão daquele. Esta coabitação terminou após as eleições legislativas de 2024, em 10 de março de 2024, que viram Luís Montenegro, do Partido Social Democrata (o mesmo partido do presidente), nomeado Primeiro-Ministro.
Em Portugal o presidente atua como chefe de Estado com funções principalmente cerimoniais, embora tenha alguma influência política e possa dissolver o Parlamento durante uma crise. O presidente também reside no Palácio Nacional de Belém, em Lisboa. Desde a Revolução de 25 de Abril de 1974, todos os presidentes portugueses foram reeleitos para um segundo mandato e nunca tentaram um terceiro, com uma exceção: Mário Soares (PS), que buscou um terceiro mandato não consecutivo nas eleições presidenciais de 2006, tendo-as perdido. Assim, todos os presidentes desde 1976 cumpriram exatamente dois mandatos.

## Sistema eleitoral
De acordo com a lei portuguesa, o candidato deve receber a maioria absoluta dos votos (50% mais um voto) para ser eleito. Se nenhum candidato alcançar a maioria na primeira volta, deve ser realizada uma segunda volta, entre os dois candidatos que receberam mais votos na primeira.
Para se candidatar, cada candidato deve reunir 7500 assinaturas de apoio um mês antes da eleição (dezembro) e submetê-las ao Tribunal Constitucional de Portugal. Em seguida, o Tribunal Constitucional deve verificar se as candidaturas apresentadas cumprem os requisitos para se submeterem à votação. 

## Candidatos

### Declarados
| Candidato                    | Candidato                              | Apoiado por                        | Cargo(s) Político(s) | Detalhes | Data de anúncio        | Ref.   |
| ---------------------------- | -------------------------------------- | ---------------------------------- | --- | --- | ---------------------- | ------ |
| Tim Vieira (50)              | Tim_Vieira.jpg                         | - Independente                     | Nenhum | Empresário; Investidor do programa de TV Shark Tank, na SIC, fundador da Brave Generation Academy. | 25 de abril de 2024    | [ 1 ]  |
| Joana Amaral Dias (52)       | Foto JAD wikipedia.jpg                 | - Alternativa Democrática Nacional | Deputada por Lisboa (2002–2005) | Comentadora da atualidade na TV e da imprensa. Adepta do feminismo e do ceticismo em relação às vacinas Covid e às mudanças climáticas, ex-deputada do Bloco de Esquerda (2002-2005)                                                               | 18 de dezembro de 2024 | [ 2 ]  |
| André Pestana (48)           |                                        | - Independente                     | Nenhum | Professor; Líder nacional do Sindicato de Todos os Profissionais da Educação (S.T.O.P.). | 21 de dezembro de 2024 | [ 3 ]  |
| André Ventura (42)           |                                        | - Chega                            | Presidente do Chega (desde de 2019) Membro do Conselho de Estado (desde de 2024) Deputado por Lisboa (desde de 2019) | Candidato nas eleições presidenciais portuguesas de 2021, terminou em terceiro lugar com 11,9% dos votos. | 4 de janeiro de 2025   | [ 4 ]  |
| Orlando Cruz (73)            |                                        | - Independente                     | Nenhum | Motorista de táxi aposentado; ex-membro do CDS – Partido Popular (CDS–PP); candidato nas eleições presidenciais 2006, 2011, 2016 e 2021. | 17 de janeiro de 2025  | [ 5 ]  |
| Aristides Teixeira (65)      |                                        | - Independente                     | Nenhum | Colaborador da RTP; líder dos distúrbios da Ponte 25 de Abril de 1994 contra o aumento das portagens; candidato nas eleições presidenciais de 1996 e 2011.                                                                                         | 27 de janeiro de 2025  | [ 6 ]  |
| Manuela Magno (71)           |                                        | - Independente                     | Nenhum | Professora de música na Universidade de Évora; membro do Volt Portugal; pré-candidata nas presidenciais de 2006 Candidata Eleições europeias 2009 como independente pelo Partido Humanista                                                         | 31 de janeiro de 2025  | [ 7 ]  |
| Luís Marques Mendes (67)     | Luis Marques Mendes, February 2025.jpg | - Partido Social Democrata         | Membro do Conselho de Estado (desde de 2024) Presidente do Partido Social Democrata (2005–2007) Ministro dos Assuntos Parlamentares (2002–2004) Ministro-Adjunto do Primeiro-Ministro (1992–1995) Outros trabalhos - Presidente do Grupo Parlamentar do Partido Social Democrata (1995–1996) Secretário de Estado da Presidência do Concelho de Ministros (1987–1992) Deputado por Aveiro (1999–2007) Deputado por Braga (1995–1999) Vice-Presidente da Câmara Municipal de Fafe (1976–1985) | Advogado e antigo comentador político na SIC. | 6 de fevereiro de 2025 | [ 8 ]  |
| Pedro Tinoco de Faria (63)   |                                        | - Independente                     | Nenhum | Licenciado pela Academia Militar (1982) | 24 de maio de 2025     | [ 9 ]  |
| Henrique Gouveia e Melo (64) |                                        | - Independente                     | Nenhum | Chefe do Estado-Maior da Armada (2021–2024); Coordenador da Task Force para a Elaboração do Plano de Vacinação contra a COVID-19 em Portugal (2021); Comandante da Força Marítima Europeia (2017–2019); Oficial da Marinha Portuguesa;             | 29 de maio de 2025     | [ 10 ] |
| António José Seguro (63)     |                                        | - Independente                     | Secretário-Geral do Partido Socialista (2011–2014) Membro do Conselho de Estado (2011–2014) Ministro Adjunto do Primeiro-Ministro (2001–2002) Secretário de Estado Adjunto e dos Assuntos da Juventude (1995–1999) Deputado ao Parlamento Europeu (1999–2001) Deputado por Braga (2005–2014) Deputado por Lisboa (2002–2005) Deputado pela Guarda (1995–1999) Deputado pelo Porto (1991–1995)                                                                                                | Professor universitário; Comentador político na CNN Portugal. | 4 de junho de 2025     | [ 11 ] |
| Vitorino Silva (54)          |                                        | - Reagir Incluir Reciclar          | Presidente do Reagir Incluir Reciclar (2019–2022) Presidente da Junta de Freguesia de Rans (1994–2002) | Conhecido por Tino de Rans; calceteiro; personalidade televisiva; candidato às Eleições Presidenciais de 2016 e às Eleições Presidenciais de 2021, terminando em 6º lugar (com 3.3% dos votos) e em 7º lugar (com 3.0% dos votos), respetivamente. | 12 de junho de 2025    | [ 12 ] |
| Ângela Maryah (53)           |                                        | - Independente                     | Nenhum | Life coach. | 26 de junho de 2025    | [ 13 ] |
| António Filipe (62)          |                                        | - Partido Comunista Português      | Vice Presidente da Assembleia da República (2002–2009, 2011–2015, 2019–2022) Deputado por Lisboa (2024–2025) Deputado por Santarém (2009–2022) Deputado por Lisboa (1987–2009) | Jurista; Presidente da Comissão de Inquérito ao CCB na V Legislatura (1987–1991), tendo integrado muitas outras Comissões Parlamentares. | 29 de junho de 2025    | [ 14 ] |
| Raul Perestrello (65)        |                                        | - Independente                     | Nenhum | Empresário | 11 de julho de 2025    | [ 15 ] |
| Bruno Morgado                |                                        | - Independente                     | None | Independente; membro da Associação dos Libertários Portugueses. | 18 de Julho de 2025    | [ 16 ] |
| José Cardoso (53)            |                                        | - Partido Liberal Social           | Presidente do Partido Liberal Social (desde de 2025) | Fundador do Partido Liberal Social (PLS) | 21 de Julho de 2025    | [ 17 ] |
| João Cotrim de Figueiredo    | João Coutrim de Figueiredo             | - Iniciativa Liberal               | Eurodeputado (Desde de 2024) Líder da Iniciativa Liberal (2019–2023) Deputado por Lisboa (2019–2023) | | 13 de agosto de 2025   | [ 18 ] |
| Catarina Martins             |                                        | - Bloco de Esquerda                | Deputada pelo Porto (2009-2023) Eurodeputada (Desde de 2024) | Coordenadora do Bloco de Esquerda (2014-2023) | 14 de agosto de 2025   |        |

Candidaturas não concretizadas
(candidaturas que, uma vez anunciadas, foram retiradas pelo próprio candidato antes de serem formalizadas junto do Tribunal Constitucional)
| Candidato           | Candidato                                                      | Apoiado por          | Cargo(s) Político(s)                                                                                      | Detalhes | Data de Anúncio    | Ref.   |
| ------------------- | -------------------------------------------------------------- | -------------------- | --- | --- | ------------------ | ------ |
| Mariana Leitão (42) | Mariana Leitão, IX Convenção Nacional da IL (Agência Lusa).png | - Iniciativa Liberal | Presidente do Grupo Parlamentar da Iniciativa Liberal (desde de 2024) Deputada por Lisboa (desde de 2024) | Gestora; Membro da Iniciativa Liberal desde 2019; representou Portugal no Campeonato do Mundo de Bridge de 2022. | 5 de junho de 2025 | [ 19 ] |

### Demonstraram publicamente interesse
Independente
- Isidro Morais Pereira — Major-general; oficial do Exército na reserva; comentador político[20] (decisão prevista após as eleições autárquicas em outubro)[21]
- Rui Moreira – Presidente da Câmara Municipal do Porto (desde 2013)[22] [23](decisão prevista para setembro de 2025)

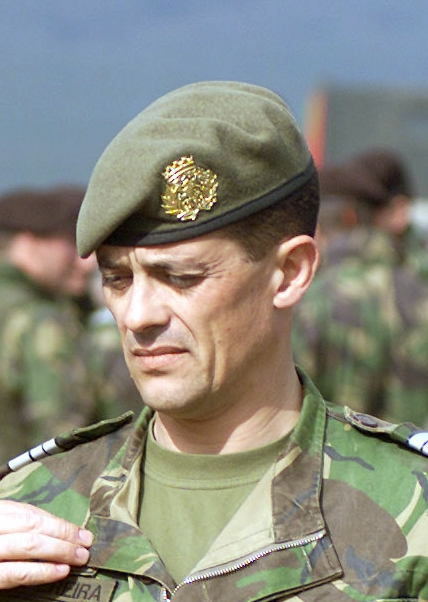
Major-general Isidro Morais Pereira
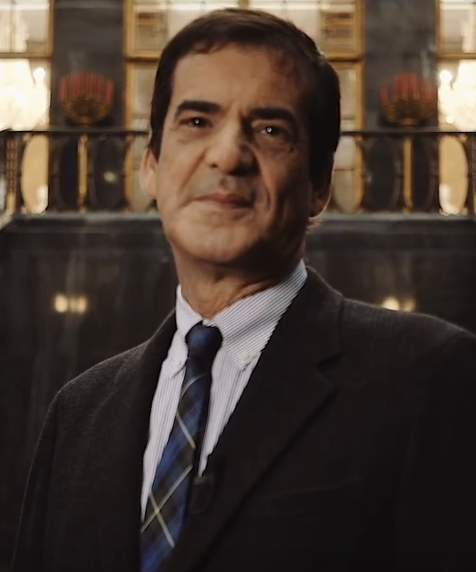
Presidente da Câmara Municipal do Porto Rui Moreira

### Potenciais candidatos
- CDS – Partido Popular

Paulo Portas — ex-líder do CDS – Partido Popular (CDS-PP) (1998-2005, 2007-2016); ex-vice-primeiro-ministro (2013–2015); ministro nos 15º, 16º, 19º e 20º governos; ex-deputado (1995–2016)

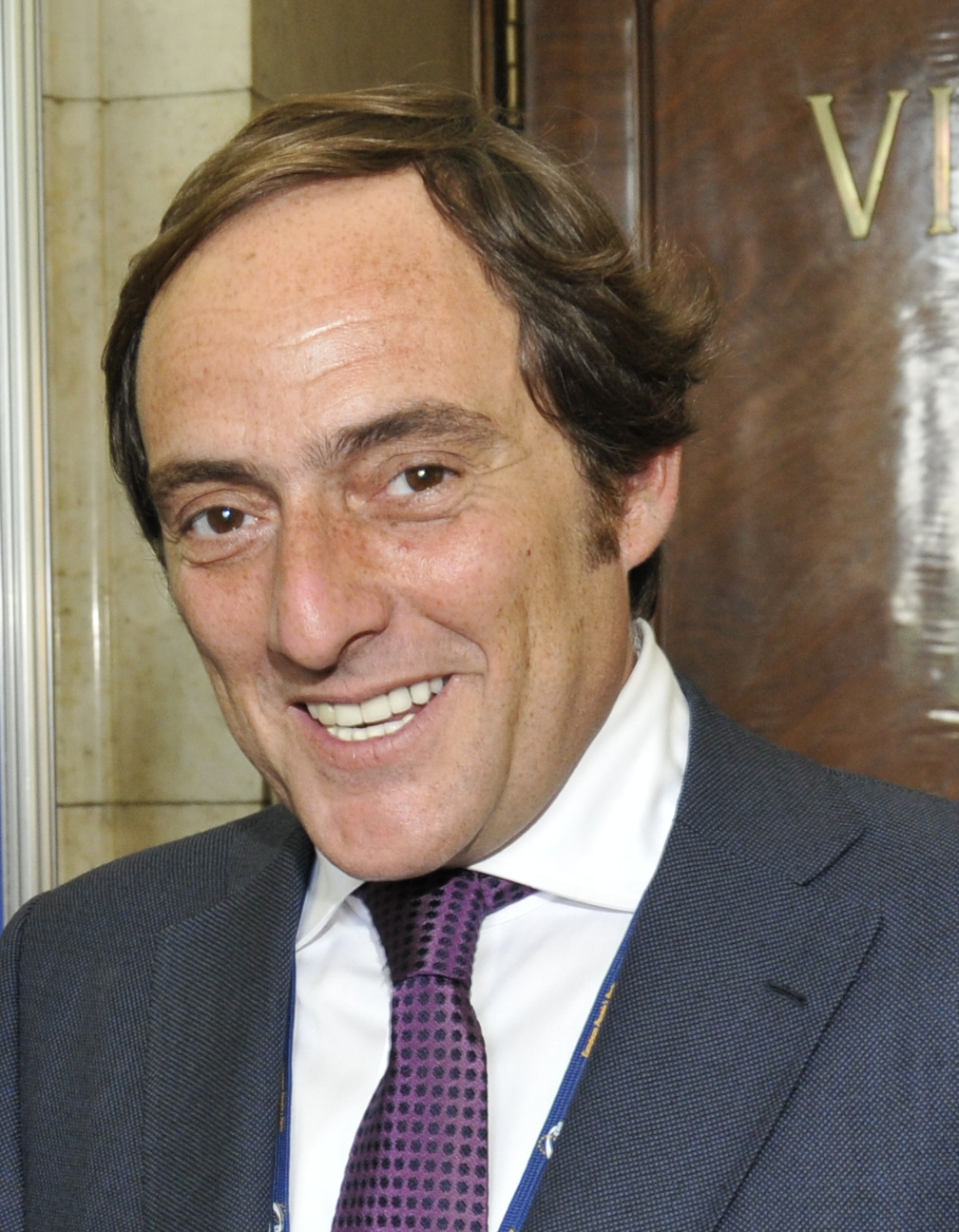
Paulo Portas

### Recusaram
- António Vitorino — ex-diretor-geral da Organização Internacional para as Migrações (2018–2023); ex-comissário europeu para Justiça e Assuntos Internos (1999-2004); ex-ministro da Presidência e da Defesa (1995-1997); ex-juiz do Tribunal Constitucional (1989-1994); ex-deputado (1980–1989, 1995–1999, 2005–2009)[27]
- Augusto Santos Silva — ex-presidente da Assembleia da República (2022–2024); ministro nos 14º, 17º, 18º, 21º, 22º governos; ex-deputado (1995–2024)[28]
- António Sampaio da Nóvoa — ex-membro do Conselho de Estado (2022–2024); ex-delegado permanente junto da UNESCO (2018-2021); ex-reitor da Universidade de Lisboa (2006-2013); ficou em segundo lugar nas eleições presidenciais de 2016 [29]
- António Costa — residente em exercício do Conselho Europeu desde 2024; ex-primeiro-ministro (2015–2024); ex-secretário-geral do Partido Socialista (PS) (2014-2024); ministro nos 13º, 14º e 17º governos; ex-deputado (1991–2005; 2015–2024)[30][31]
- António Guterres — secretário-geral em exercício das Nações Unidas desde 2017; ex-primeiro-ministro (1995–2002); ex-secretário-geral do Partido Socialista (PS) (1992-2002); ex-deputado (1976–2002)[32][33][34]
- Ana Gomes — ex-eurodeputada (2014–2019); terminou em segundo lugar na eleição presidencial de 2021[35][36][37]
- Carlos César — membro efetivo do Conselho de Estado desde 2016; presidente em exercício do Partido Socialista desde 2014; ex-Presidente do Governo Regional dos Açores (1996–2012); ex-deputado (1987–1991; 2015–2019)[38][39]
- Carlos Moedas — presidente da Câmara Municipal de Lisboa em exercício desde 2021; membro do Conselho de Estado desde 2024; ex-comissário europeu para Pesquisa, Ciência e Inovação (2014–2019); ex-deputado (2011–2014)[40][41]
- Cristina Ferreira — apresentadora de televisão; mulher de negócios; celebridade[42]
- Elisa Ferreira — ex-Comissária Europeia para a Coesão e Reformas (2019–2024); ministro nos 13º e 14º governos; ex-eurodeputado (2004–2016); ex-deputado (2002–2004)[43][44][45]
- Fernando Medina — ex-ministro das Finanças (2022–2024); ex-presidente da Câmara Municipal de Lisboa (2015–2021)[46][47]
- Francisco Assis — eurodeputado desde 2024 (e anteriormente em 2004-2009 e 2014-2019); ex-deputado (1995–2004; 2009–2014; 2024); ex-presidente da Câmara Municipal de Amarante (1989-1995)[48][49]
- João Ferreira — ex-eurodeputado (2009–2021); candidato presidencial na eleição anterior[50][51]
- José Luís Carneiro — deputado em exercício desde 2015 (também em 2005); ex-ministro da Administração Interna (2022–2024); ex-prefeito de Baião (2005–2015)[52]
- José Manuel Durão Barroso — ex-presidente da Comissão Europeia (2004-2014); ex-primeiro-ministro (2002–2004); ex-líder do Partido Social Democrata (PSD) (1998-2004); ex-ministro das Relações Exteriores (1992-1995); ex-deputado (1985–2004)[53][54][55]
- José Pedro Aguiar-Branco — presidente em exercício da Assembleia da República desde 2024; deputado em exercício desde 2024 (também em 2005–2019); ministro nos 16º, 19º e 20º governos[56]
- José Sócrates — ex-secretário geral do Partido Socialista (2004-2011); ex-primeiro-ministro (2005-2011)[57]
- Leonor Beleza — membro titular do Conselho de Estado desde 2008; ex-ministro da saúde (1985-1990); ex-deputado (1983–1985; 1987–1995; 2002–2005)[58][59]
- Luís Filipe Menezes — ex-presidente da Câmara Municipal de Vila Nova de Gaia (1997-2013); ex-líder do Partido Social Democrata (2007–2008)[60][61]
- Mário Centeno — governador em exercício do Banco de Portugal desde 2020; ex-presidente do Eurogrupo (2018-2020); Ex-ministro das Finanças (2015–2020)[62][46][63][64]
- Marisa Matias — deputada em exercício desde 2024; ex-eurodeputado (2009–2024); candidata presidencial nas eleições presidenciais de 2016 e 2021 [65][66]
- Pedro Passos Coelho — ex-primeiro-ministro de Portugal (2011-2015); ex-líder do Partido Social-Democrata (2010-2018); ex-deputado (1991–1999; 2011–2018)[67][68][69]
- Pedro Santana Lopes — presidente da Câmara Municipal da Figueira da Foz desde 2021 (também em 1998–2002); ex-primeiro-ministro (2004–2005); ex-presidente da Câmara Municipal de Lisboa (2002-2004; 2005); ex-presidente do Partido Social Democrata (PSD) (2004-2005); ex-secretário de Estado da Presidência (1985-1987) e da Cultura (1990-1994); ex-deputado (1980–1995, 2001–2002, 2005–2009); ex-eurodeputado (1985–1987)[70][71]
- Rodrigo Saraiva — Vice-Presidente em exercício da Assembleia da República desde 2024; MP em exercício desde 2022; ex-líder da bancada parlamentar de IL (2022-2024)[72][73]
- Rui Moreira — presidente da Câmara Municipal do Porto desde 2013[74][75]
- Rui Rio — ex-líder do Partido Social Democrata (PSD) (2018–2022); ex-presidente da Câmara Municipal do Porto (2002–2013); ex-deputado (1991–2002; 2019–2022)[76][77][78]
- Rui Rocha — líder em exercício da Iniciativa Liberal (IL) desde 2023; MP em exercício desde 2022[79]
- Tiago Mayan — ex-presidente da freguesia de Aldoar, Foz do Douro e Nevogilde (2021–2024); candidato presidencial na eleição de 2021[80]